# Getafe Negro

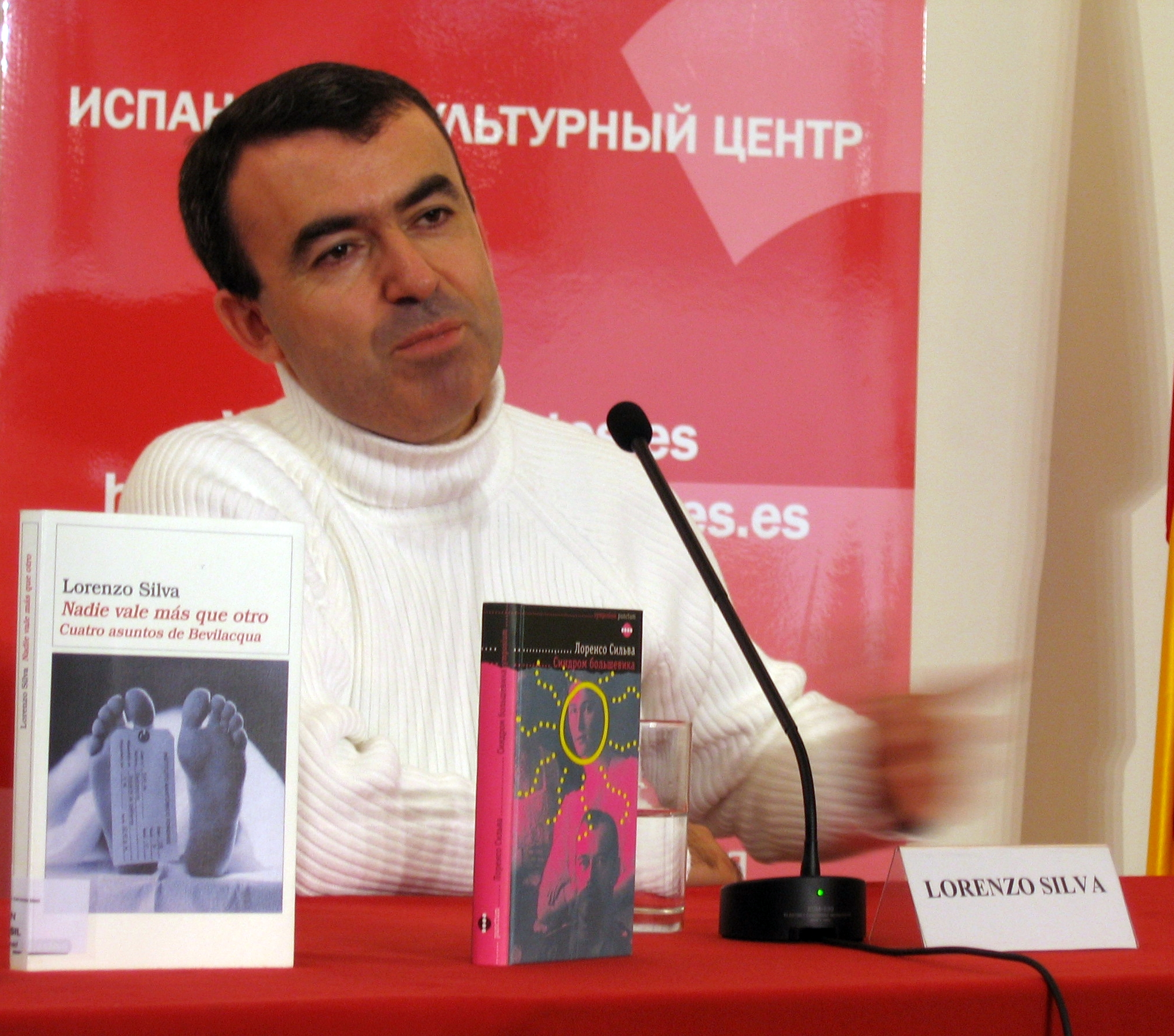
Lorenzo Silva promotor de este evento anual

Getafe Negro es un festival de novela policíaca de la Comunidad de Madrid creado a iniciativa del escritor Lorenzo Silva, como comisario del evento, y David Barba como coordinador de la programación literaria, cuya primera edición fue en octubre de 2008.
El encuentro de escritores de novela negra Getafe Negro se ha consolidado como un referente de la novela policíaca en España.

## Programa
La fecha suele ser la última semana de octubre de cada año desde su primera edición y entre los eventos de Getafe Negro se encuentran más de 70 actividades relacionadas con la novela negra, entre las que cabe destacar:
- Cine y coloquio
- Entrega de premios literarios | Premio Ciudad de Getafe de Novela Negra
- Exposiciones
- Festival Black Jazz
- Mesas redondas y Encuentros
- Presentación express.[4]

## Participantes
En las sucesivas ediciones que lleva hasta ahora el festival, ha habido una amplia participación de escritores, entre los que cabe destacar: